# 비샤몬다이역
비샤몬다이역(일본어: 毘沙門台駅, びしゃもんだいえき 비샤몬다이에키[*])은 일본 히로시마현 히로시마시 아사미나미구에 있는 히로시마 신교통 1호선의 역이다.
| 1 | ■ 하행 | 야스히가시 · 가미야스 · 다카도리 · 도모 · 오바라 · 오두카 · 고이키코엔마에 방면                     |
| 2 | ■ 상행 | 오마치 · 후루이치 · 나카스지 · 기온신바시키타 · 우시타 · 하쿠시마 · 조호쿠 · 겐초마에 · 혼도리 방면 |

히로시마 고속 교통의 비샤몬다이 역은 섬식 승강장 1면 2선의 구조를 갖춘 고가역이다.

## 같이 보기
- 히로시마 고속 교통 히로시마 신교통 1호선
- 히로시마 고속 교통

| 히로시마 고속 교통 히로시마 신교통 1호선 | 히로시마 고속 교통 히로시마 신교통 1호선 | 히로시마 고속 교통 히로시마 신교통 1호선 |
| ---------------------------------------- | ---------------------------------------- | ---------------------------------------- |
| 오마치 혼도리 방면                       | ■ 아스트램 라인                          | 야스히가시 고이키코엔마에 방면           |